# Vroegmodern Servië
De vroegmoderne geschiedenis van Servië verwijst naar de geschiedenis van Servië tijdens de vroegmoderne periode, vanaf de Ottomaanse verovering in de tweede helft van de 15e eeuw tot het begin van de Servische revolutie in 1804. Het tijdperk omvat perioden van Ottomaanse en Habsburgse heerschappij in verschillende delen van Servië. Gedurende die tijd werden verschillende Habsburg-Ottomaanse oorlogen uitgevochten op het grondgebied van Servië.

## Periodes
- Ottomaans Servië (1459-1804)
- Habsburg Servië
  - Tijdens de Grote Turkse Oorlog (1686-1691)
  - Koninkrijk Servië (1718-1739)
  - Tijdens de Oostenrijks-Turkse Oorlog (1788-1791)

## Habsburg-Ottomaanse oorlogen op Servisch grondgebied
- Vijftienjarige Oorlog (1593-1606)
- Oostenrijks-Turkse Oorlog (1663–1664)
- Grote Turkse Oorlog (1686-1691)
- Oostenrijks-Turkse Oorlog (1716-1718)
- Russisch-Turkse Oorlog (1735-1739)
- Oostenrijks-Turkse Oorlog (1788-1791)

## Opstanden
- Opstand in Banat in 1594
- Servische Opstand (1596-1597)
- Servische Opstand (1737-1739)